# Andradita
Andradita é uma espécie de mineral do grupo da granada. É um nesossilicato, com fórmula Ca3Fe2Si3O12.
A andradita inclui três variedades:
- Melanita: de cor negra, rica em titânio.[5]
- Demantoide: de cor verde vívida, uma das mais valiosas e raras pedras no mundo gemológico.
- Topazolita: de cor amarela esverdeada e por vezes com qualidade suficiente para ser lapidada como gema.

Foi descrita pela primeira vez em 1868, a partir de uma ocorrência em Drammen, Buskerud, Noruega. Foi assim designada em homenagem ao seu descobridor, o mineralogista brasileiro, estadista e poeta José Bonifácio de Andrada e Silva (1763-1838).

## Homenagem luso-brasileira
A nomeação do mineral é uma lembrança àquele que é considerado o Pai da Pátria brasileira, e deriva do trabalho de José Bonifácio como químico. Havia ele sido discípulo do italiano Domenico Vandelli, cujo filho Alexandre António Vandelli veio a se casar com sua primogênita, Carlota Emília.
Alexandre Vandelli fora trazido a Portugal pelo Marquês de Pombal, durante as reformas que este empreendeu em seguida à expulsão dos jesuítas do país. Seu mais destacado aluno veio a ser, justamente, o brasileiro José Bonifácio que, na área da química, geologia e mineralogia granjeou respeito internacional, a tal ponto que, em 1868, James Dwight Dana batizou de Andradita à granada de ferro e cálcio.

## Ocorrência

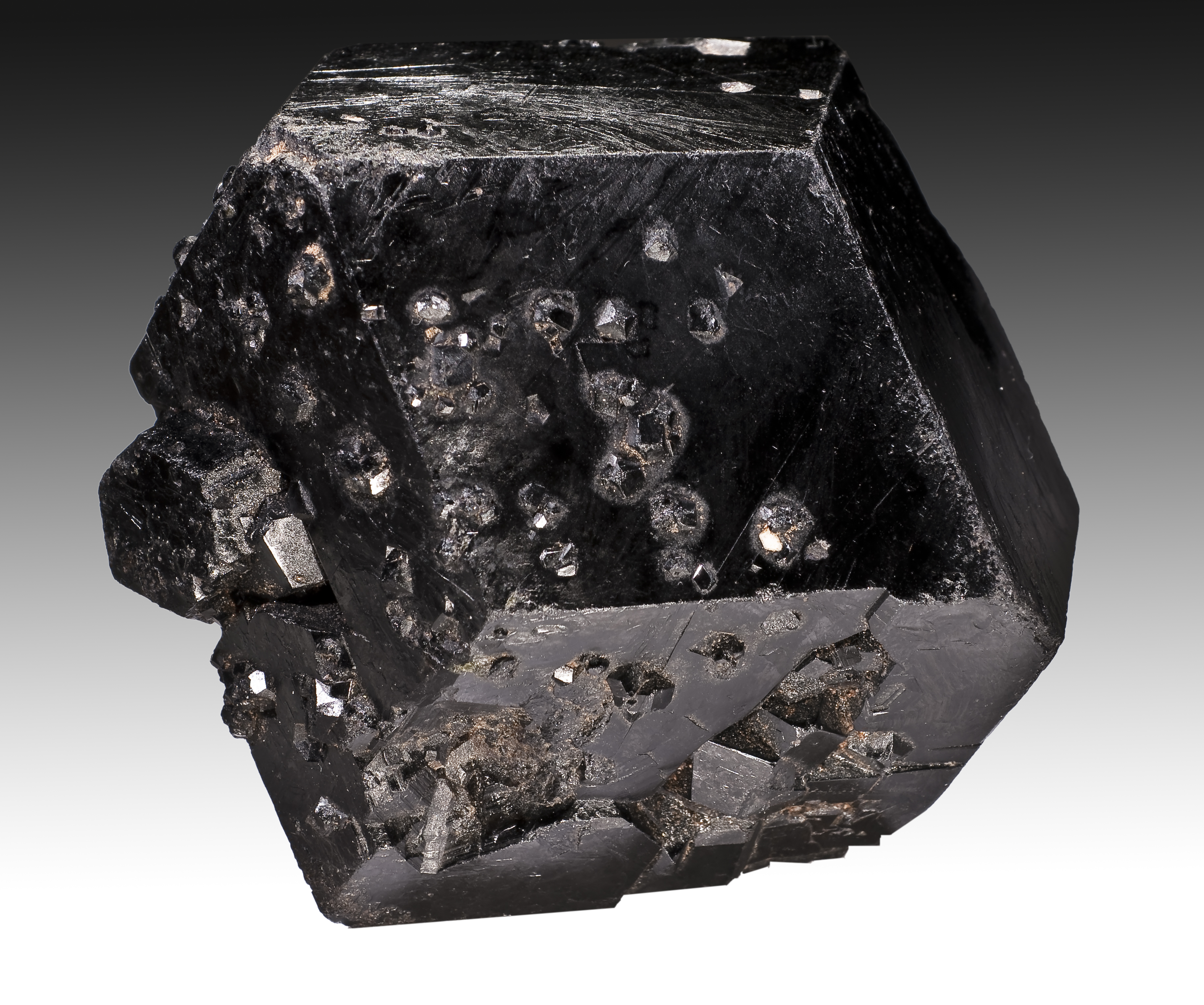
Cristais negros de andradita: Melanita - uma variedade do mineral.

Ocorre em skarns desenvolvidos em calcários impuros ou rochas ígneas cálcicas sujeitas a metamorfismo de contato; em xistos cloríticos e serpentinitos e em rochas ígneas alcalinas (tipicamente titaníferas). Os minerais associados incluem vesuvianita, clorita, epídoto, espinela, calcita, dolomita e magnetita. É encontrada na Itália, nos Montes Urais, Arizona e Califórnia no Oblast de Dnipropetrovsk na Ucrânia.[carece de fontes?]
Tal como as restantes granadas, a andradita cristaliza no grupo espacial cúbico Ia3d, com parâmetro de célula unitária 12.051 Å a 100 K.
No Brasil, a ocorrência do mineral andradita foram descritas na Província Uranífera de Lagoa Real (BA); nos Complexos Alcalinos de Barreiro e Serra do Salitre (MG); em Currais Novos na mina Brejuí (RN); em Lajes (SC); na mina Jacupiranga e em Itaparapuã Paulista (SP). Também pode ocorrer em clorita xisto e serpentinito.
A coloração do mineral (em razão de impurezas presentes) confere à andradita algumas outras variedades, tais como: a bredberguita (andradita com magnésio), colofonita (andradita de coloração marrom amarelada), demantóide (andradita verde), melanita (andradita com titânio), schorlomita (andradita de coloração preta) e topazolita (andradita semelhante ao brilho e cor do topázio).

## Propriedades Químicas e Físicas

### Propriedades Físicas
O mineral não apresenta plano de clivagem, sendo quebradiço e com fratura de irregular a concoidal. Possui dureza na faixa de 6,5 à 7 e ainda com densidade relativa de 3,75 g/{\displaystyle cm^{3}}. Dentre as propriedades diagnósticas, relativas a identificação do mineral, a forma dodecaédrica a trapezoédrica dos cristais; a elevada dureza; a cor e brilho metálico.

### Propriedades Químicas
É um mineral do grupo dos Nesossilicatos ou Grupo da Granada. Está compreendido no sistema isométrico, em especial na classe hexaoctaédrica (4/m{\displaystyle {\bar {3}}}2/m). Normalmente granular ou maciço. Forma cristais bem cristalizados dodecaédricos, trapezoédricos ou combinados.
Dificilmente solúvel em HCl e HF.